# Томас Делејни
Томас Џозеф Делејни (Фредериксберг, 3. септембар 1991) дански је фудбалер америчкога порекла који игра на позицији везног играча за Борусију из Дортмунда и репрезентацију Данске. 

## Признања
Копенхаген
- Суперлига Данске: 2009/10, 2010/11, 2012/13, 2015/16, 2016/17.
- Куп Данске: 2011/12, 2014/15, 2015/16, 2016/17.

Борусија Дортмунд
- Куп Немачке: 2020/21.
- Суперкуп Немачке: 2019.

Појединачна
- Арлина награда за таленат: 2009.[2]
- Борац за куп Данске: 2015.
- Играч године ФК Копенхаген: 2015, 2016.[3]